# Клуж (повіт)
Клуж (рум. Cluj), повіт на північному заході Румунії, на півночі Трансильванії. Територія переважно на Трансильванському плато. Площа 6,7 тис. км². Населення 702,8 тис. ос. (2002). Адміністративний центр — місто Клуж-Напока.

## Міста
- Клуж-Напока
- Турда
- Деж
- Кимпія-Турзії
- Ґерла
- Гуєдін

## Господарство
Повіт дає 3,5 % валової промисловій продукції країни. Фарфоро-фаянсове і скляне виробництво, виробництво будматеріалів, чорна металургія, шкіряно-взуттєва, целюлозно-паперова, швейна, лісова і деревообробна, харчова галузі.
Видобуток бурого вугілля, кам'яної солі, вапняку.
Сільське господарство дає 2,1 % валової сільськогосподарської продукції країни. Посіви кукурудзи, пшениці, цукрового буряка; садівництво. Поголів'я (у 1971, в тис. голів): великої рогатої худоби 189, свиней 203, овець 388.